# The Bitch Is Back
The Bitch Is Back (dt. etwa „Die Zicke ist zurück“) ist ein Musiktitel des britischen Sängers und Komponisten Elton John, der Liedtext wurde von Bernie Taupin geschrieben.
Das Lied handelt von John selbst. Er sagte dazu es sei „Kind of my theme song“ (dt.: Sein Erkennungslied). Wohl deshalb wählte es Dexter Fletcher für seine Filmbiographie Rocketman als den ersten Titel, der verwendet wurde.

## Hintergrund
Eines Tages war John schlecht gelaunt und gereizt. Er ärgerte sich vor seinem Texter Bernie Taupin über eine andere Person, als dessen damalige Frau Maxine das Zimmer betrat. Sie begriff die Situation gleich, nickte wissend und murmelte zu ihrem Mann „Oh-oh. The bitch is back“. Taupin gefiel die Redewendung in Bezug auf John und verwendete sie für das gerade in Arbeit befindliche Album.
Der Titel sollte auch die erste Singleveröffentlichung aus dem Album 'Caribou' sein. Diese Entscheidung war 1974 nicht ohne Risiko. Der Begriff 'Bitch' wird im Englischen, vor allem im Slang, meist vulgär verstanden. Viele insbesondere amerikanische Radiostationen weigerten sich daher das Lied zu spielen und erhielten diesen Bann auch aufrecht, als es ein Hit wurde. Manche Sender versuchten sogar, das Wort 'Bitch' durch Nachbearbeitung zu entfernen. Da das Wort jedoch 42 Mal verwendet wurde, waren die Ergebnisse eher lächerlich.
In der Studioversion ist als eine der Begleitstimmen Dusty Springfield zu hören und in einer Liveversion aus dem Madison Square Garden während der North American Tour 1974 spielt John Lennon die Tamburin, veröffentlicht auf dem Live-Album Here and There (Neuausgabe 1995).

## B-Seite
Auf der Rückseite der Single befindet sich der Titel Cold Highway. Der Titel war ab 1995 Bestandteil der Wiederveröffentlichungen des Albums 'Caribou'.

## Besetzung
- Elton John – Gesang, Klavier
- Davey Johnstone – E-Gitarre
- Ray Cooper – Tamburin
- Dee Murray – Bassgitarre
- Nigel Olsson – Schlagzeug
- Lenny Pickett – Tenorsaxophon
- Clydie King – Begleitgesang
- Sherlie Matthews – Begleitgesang
- Jessie Mae Smith – Begleitgesang
- Dusty Springfield – Begleitgesang
- Tower of Power – Blechblasinstrumente

## Produktion
- Gus Dudgeon – Produzent

## Kommerzieller Erfolg

### Chartplatzierungen
| ChartsChartplatzierungen       | Höchstplatzierung | Wochen |
| ------------------------------ | ----------------- | ------ |
| Vereinigte Staaten (Billboard) | 4 (14 Wo.)        | 14     |
| Vereinigtes Königreich (OCC)   | 15 (7 Wo.)        | 7      |

### Auszeichnungen für Musikverkäufe
| Land/Region               | Auszeichnungen für Musikverkäufe (Land/Region, Auszeichnung, Verkäufe) | Verkäufe  |
| ------------------------- | ---------------------------------------------------------------------- | --------- |
| Vereinigte Staaten (RIAA) | Gold                                                                   | 1.000.000 |
| Insgesamt                 | 1× Gold ·                                                              | 1.000.000 |

Hauptartikel: Elton John/Auszeichnungen für Musikverkäufe